# Glasgow City Basketball Club
Il Glasgow City Basketball Club è una società di pallacanestro, fondata nel 1982 a Glasgow con la denominazione di East End Brightsiders.

## Storia
La squadra gioca attualmente presso l'Eastbank Academy  nel sobborgo di Shettleston di Glasgow. Ha partecipato alla Scottish Men's National League dagli anni '80 al 2007.
Durante la sua storia ha cambiato sedi e denominazioni come St Mungo's FPs e GEAR Glasgow (Glasgow Eastern Area Renewal) squadre amatoriali e scolastiche, East End Brightsiders, Glasgow Sports Division, Glasgow d2 e l'attuale Glasgow City Basketball Club.
Nella sua storia ha vinto tre Scottish Cup nel 1995, 1997 e 2000, e la Scottish Men's National League nel 1999 con la guida dell'allenatore James McKechnie.
Attualmente gareggia nella lega regionale della Strathclyde League Basketball Association.